# Improbable
Improbable è un romanzo scritto nel 2004 da Adam Fawer. Il protagonista si chiama David Caine, giocatore d'azzardo e professore di matematica e statistica nonché malato di epilessia. Questi elementi si combineranno tra loro con il risultato che la mente di David riuscirà a calcolare con estrema precisione la probabilità di ogni evento e, diverrà una preda ricercata da servizi segreti, potenze straniere e CIA.
Questo romanzo contiene elementi associabili alla fantascienza ma anche a filosofia, statistica, fisica sullo sfondo di un thriller ingegnoso.

## Edizioni
- Adam Fawer, Improbable, traduzione di Adelaide Cioni e Stefania De Franco, Feltrinelli, 2004,  p. 395, ISBN 88-07-42105-4.